# Carpelimus harneyi
Carpelimus harneyi är en skalbaggsart som beskrevs av Hatch 1957. Carpelimus harneyi ingår i släktet Carpelimus och familjen kortvingar. Inga underarter finns listade i Catalogue of Life.